# Воліняни

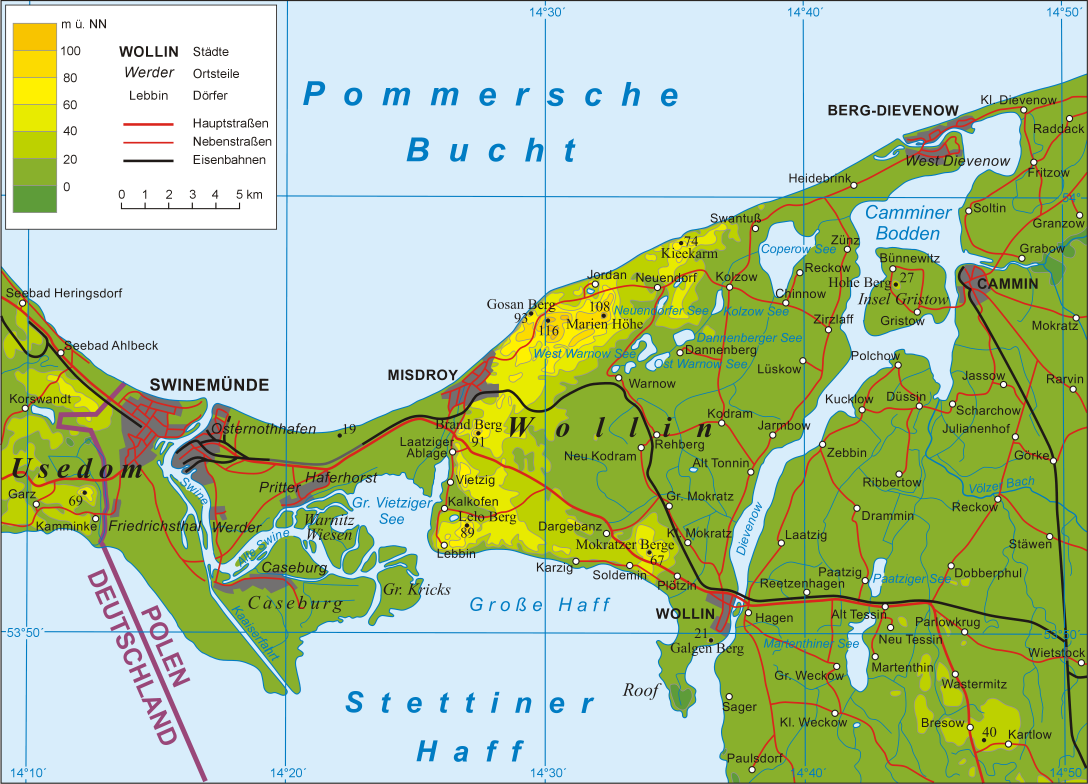
Острів Волін на карті

Воліняни (Uelunzani) — західнослов'янське плем'я, яке жило на острові Волін в Поморській бухті, територія сучасної Польщі. Столицею волінян було місто Волін. Заселення острова Волін слов'янами почалося у VIII столітті. Ян Піскорський писав, що плем'я воліняни були найбільш впливові в Померанії. На території волінян знаходилося 70 поселень. Згадуються Баварським географом у IX віці.